# Gunichi Mikawa

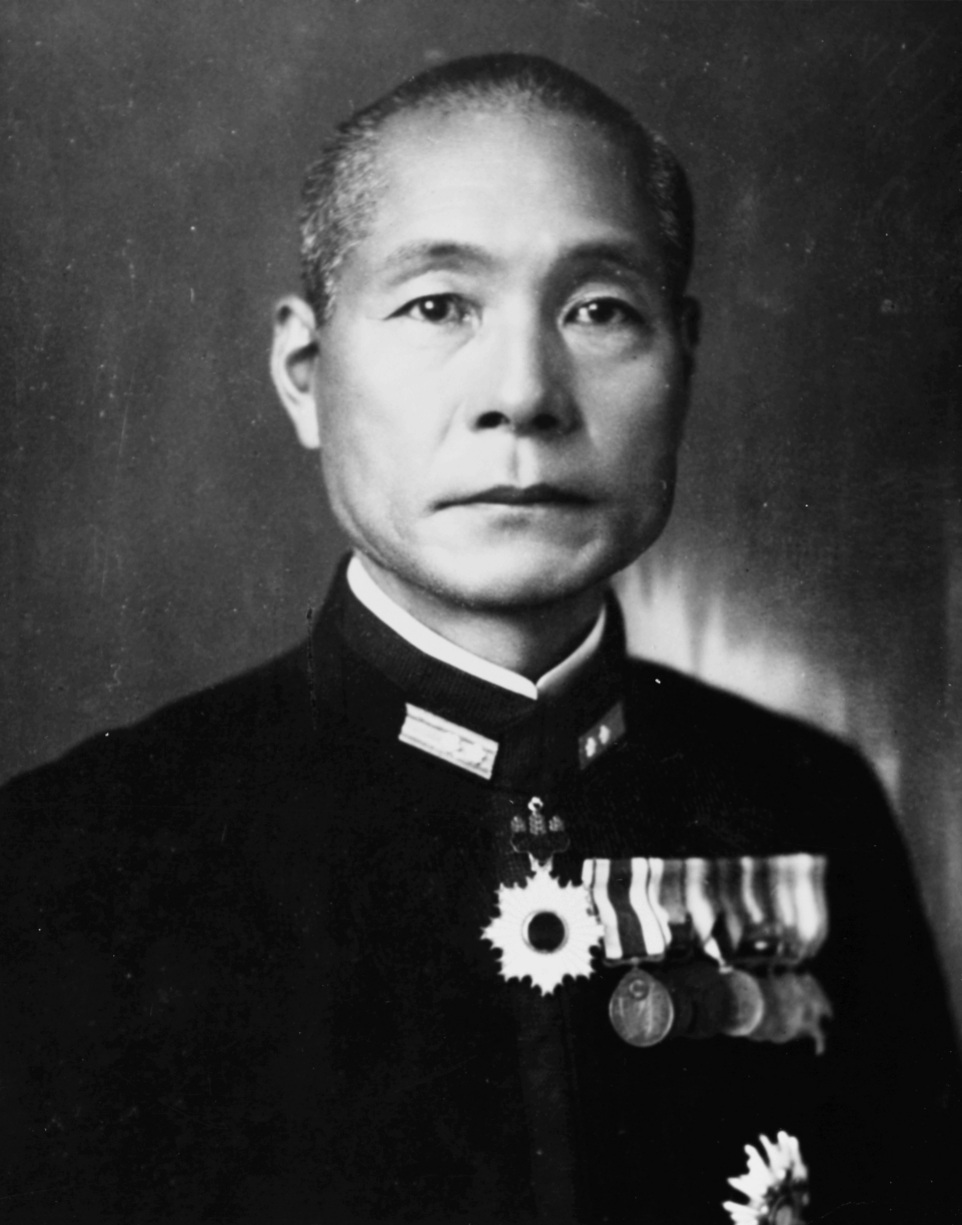
Gunichi Mikawa under andra världskriget.

Gunichi Mikawa (三川军一 Mikawa Gun'ichi), född 29 augusti 1888, död 25 februari 1981, var en japansk viceamiral i den Kejserliga japanska flottan under andra världskriget.

## Biografi
Mikawa var befälhavare av en stridsgrupp bestående av en tunga kryssare som utförde en spektakulär seger över den amerikanska flottan och Royal Australian Navy i slaget vid Savo Island i Ironbottom Sound i augusti 1942. I denna strid sänkte hans eskader bestående av kryssare och en jagare, tre amerikanska kryssare och den australiska tunga kryssaren HMAS Canberra. Mikawas styrka led förluster i själva slaget, även om tunga kryssaren Kako sänktes av den oupptäckta amerikanska ubåten S-44 på tillbaka vägen till sin bas nära Rabaul i Bismarckarkipelagen. Hans senare karriär var av blandad framgång, och han hade omplacerats till mindre poster efter förlusten av en truppkonvoj avsedd för Nya Guinea under slaget om Bismarcksjön.
Mikawa överlevde kriget och han drog sig tillbaka till Japan där han dog 1981 vid 92 års ålder.